# ABBA Oro – Grandes Éxitos
ABBA Oro – Grandes Éxitos ist ein spanisches Greatest-Hits-Album der schwedischen Musikgruppe ABBA, es wurde am 16. November 1999 veröffentlicht.

## Das Album
Im Jahr 1980 erschien Gracias por la música, das erste spanische Greatest-Hits-Album der schwedischen Musikgruppe ABBA als Schallplatte, in diesem Album befinden sich 10 spanische Titel. 1993 wurde das Album remastered und unter dem Namen „ABBA Oro“ veröffentlicht. Im Jahr darauf wurden in dem Album „Más ABBA Oro“ fünf weitere spanische Titel veröffentlicht. Jahre später wurde beschlossen, alle spanischen Titel in einem Album zu veröffentlichen. Im Zuge dessen wurde die Produktion von „ABBA Oro“ und „Más ABBA Oro“ eingestellt. Am 16. November wurde das Album „ABBA Oro – Grandes Éxitos“ mit allen 15 spanischsprachigen Titeln von ABBA veröffentlicht. Das Album erreichte den 7. Platz der mexikanischen Hitparade.

### Albumcover
In der ersten Ausgabe von ABBA Oro war der Hintergrund des Albumcovers goldfarben und die Schrift schwarz. Bei dem Re-Release des Albums ist der Hintergrund schwarz und die Schrift goldfarben; außerdem sind Unterschriften der Bandmitglieder zu sehen.

## Titelliste
| Nr. | Titelname | Englischsprachiger Originaltitel            | Dauer |
| --- | --- | ------------------------------------------- | ----- |
| 1   | Fernando (Benny Andersson, Björn Ulvaeus, Buddy McCluskey, Mary McCluskey) (Spanish Version)                    | Fernando                                    | 4:17  |
| 2   | Chiquitita (Benny Andersson, Björn Ulvaeus) (Spanish Version)                                                   | Chiquitita                                  | 5:30  |
| 3   | Gracias por la música (Benny Andersson, Björn Ulvaeus, Buddy McCluskey, Mary McCluskey)                         | Thank You for the Music                     | 3:49  |
| 4   | La reina del baile (Benny Andersson, Björn Ulvaeus, Buddy McCluskey, Mary McCluskey, Stig Anderson)             | Dancing Queen                               | 4:02  |
| 5   | Al andar (Benny Andersson, Björn Ulvaeus, Buddy McCluskey, Mary McCluskey, Stig Anderson)                       | Move On                                     | 4:44  |
| 6   | ¡Dame! ¡Dame! ¡Dame! (Benny Andersson, Björn Ulvaeus)                                                           | Gimme! Gimme! Gimme! (A Man After Midnight) | 4:51  |
| 7   | Estoy soñando (Benny Andersson, Björn Ulvaeus)                                                                  | I Have a Dream                              | 4:38  |
| 8   | Mamma mia (Benny Andersson, Björn Ulvaeus, Buddy McCluskey, Mary McCluskey, Stig Anderson) (Spanish Version)    | Mamma Mia                                   | 3:34  |
| 9   | Hasta mañana (Benny Andersson, Björn Ulvaeus, Buddy McCluskey, Mary McCluskey, Stig Anderson) (Spanish Version) | Hasta Mañana                                | 3:08  |
| 10  | Conociendome, conociendote (Benny Andersson, Björn Ulvaeus, Buddy McCluskey, Mary McCluskey, Stig Anderson)     | Knowing Me, Knowing You                     | 4:04  |
| 11  | Felicidad (Benny Andersson, Björn Ulvaeus, Buddy McCluskey, Mary McCluskey)                                     | Happy New Year                              | 4:25  |
| 12  | Andante, andante (Benny Andersson, Björn Ulvaeus, Buddy McCluskey, Mary McCluskey) (Spanish Version)            | Andante, Andante                            | 4:40  |
| 13  | Se me esta escapando (Benny Andersson, Björn Ulvaeus)                                                           | Slipping Through My Fingers                 | 3:53  |
| 14  | No hay a quien culpar (Benny Andersson, Björn Ulvaeus)                                                          | When All Is Said and Done                   | 3:14  |
| 15  | Ring Ring (Benny Andersson, Björn Ulvaeus, Doris Band, Stig Anderson) (Spanish Version)                         | Ring Ring                                   | 3:00  |